# چهل‌ستون (کابل)
قصر چهل‌ستون کابل در زمان سلطنت شاه زمان سدوزایی (۱۷۷۰- ۱۸۴۴ میلادی برابر به ۱۱۵۹ تا ۱۲۲۳ خورشیدی , برابر به ۱۱۸۴ـ۱۲۶۰ هجری قمری) در سال ۱۲۱۰ (قمری) یعنی ۱۷۹۶ (میلادی) برابر به سال ۱۱۷۵ خورشیدی ساخته شده و پیش از ویرانی، از کاخ‌های باشکوه کابل شمرده می‌شد. این قصر چهار پیشینه دارد، که به نام‌های گوناگون یاد می‌شد.

## نام

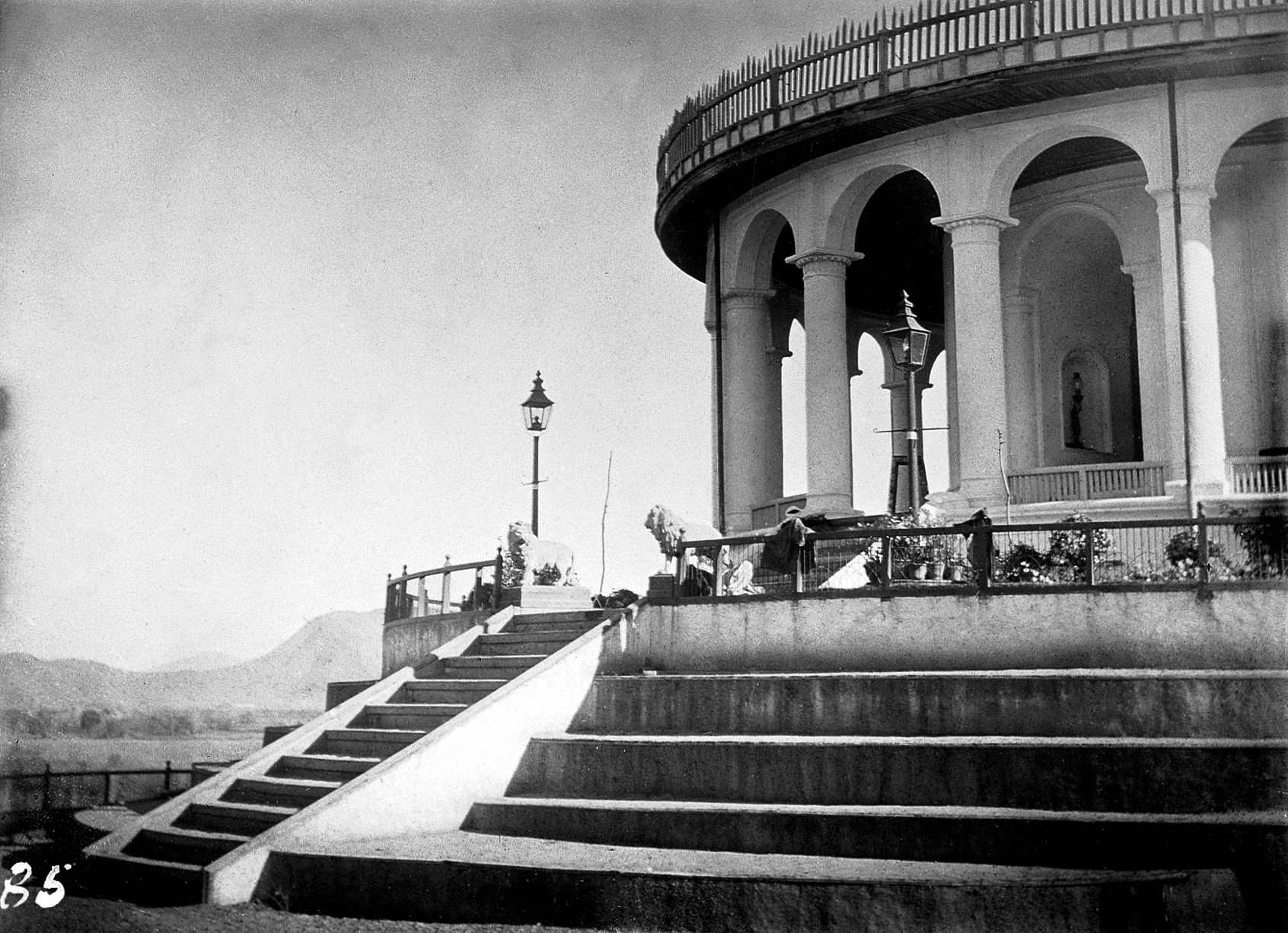
ورودی کاخ چهل ستون

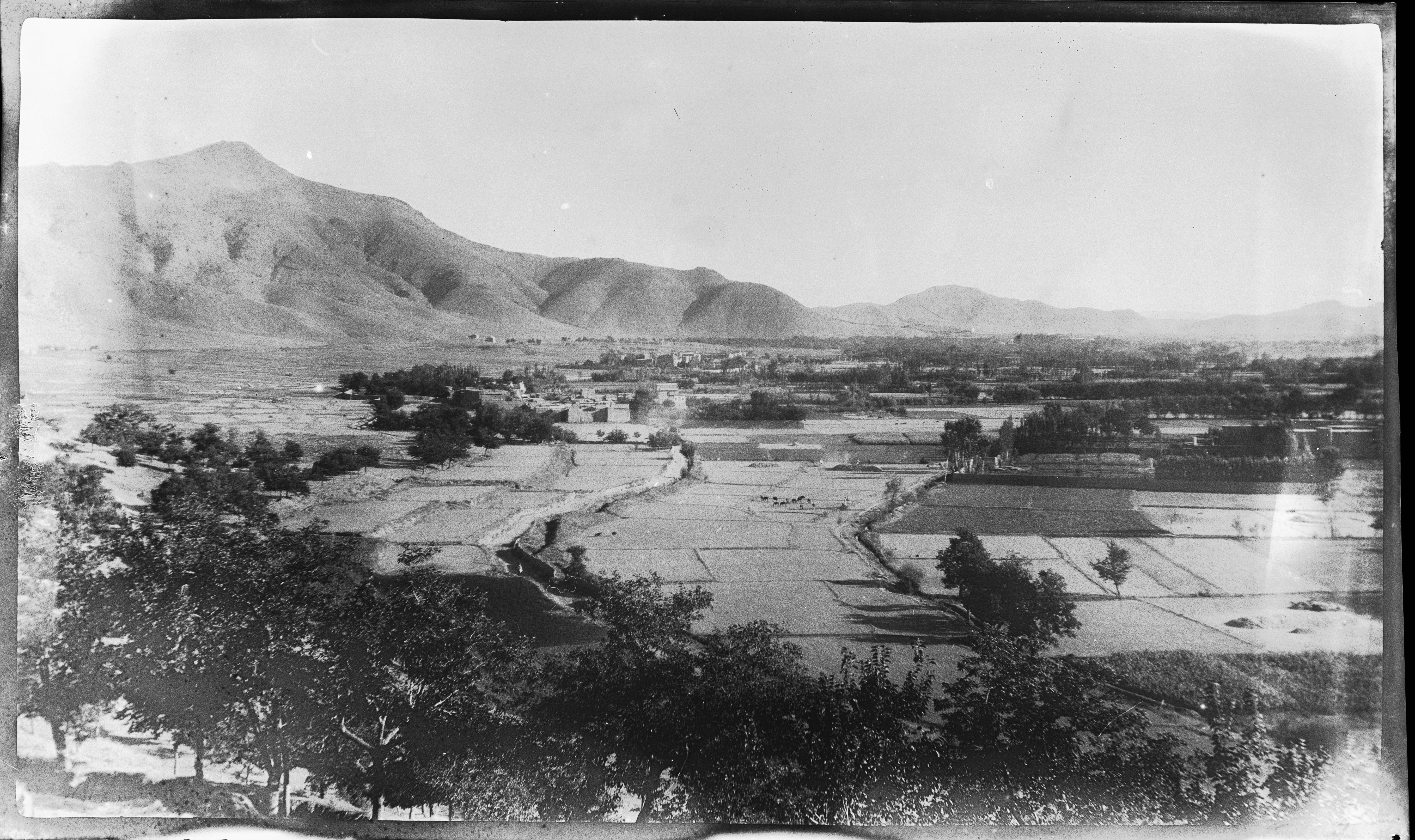
دشتی که از باغ بابر در سال ۱۹۲۴

- در سال ۱۲۱۰ هجری قمری (برابر به ۱۷۹۶ میلادی برابر به سال ۱۱۷۵ خورشیدی) به او قصر جهان نما در فراز تپه کوه هندکی[۱] یاد می‌شد. سپس بخش غربی همان کوه کوه چهلستون نامیده شد:[۲]
- در سال ۱۳۰۵ هجری قمری (برابر به ۱۲۶۷ خورشیدی و ۱۸۸۸ میلادی) به او در خارج قصر هندکی گفته می‌شد.
- از سالهای حکومت ظاهرشاه بدین سو تنها به قصر چهلستون یاد می‌شد. حتی در همین سال‌ها منظره قصر مدرن چهلستون از تالار تخت رستم کابل دیده می‌شد. نامهای تاریخی این سرزمین از دوران امیر عبدالرحمن‌خان بدین سو تغیر نام کردند. احمدعلی کهزاد در پیوند به این کاخ از کلاه فرنگی به شکل خود رستم دستان خیابان، نهال‌های سبز ... می‌نویسد. تخت رستم کابل که زادگاه مادر رستم داستان می‌باشد و دیگر نامهای اسطوره‌های باستانی آریانا (ایران زمین) با نامگذاریهای مجدد عوض شدند. در باغ تخت رستم که سپس به باغ چهلستون مسما شد تا به سالهای ۱۹۹۲ جشنهای باستانی وبویژه نوروز تجلیل می‌شد. در تالارغار بزرگ کوه که به نام تخت رستم مشهور بود چایخانه و کبابی قرار داشت. به تماشاچیان در روزهای جشن و عید و روزهای آخر هفته یعنی دیگر یا پیشین (عصر بعد از ظهر) پنج شنبه و جمعه شیرینی و میوه وغ ذا و نوشابه و به ویژه چاینکی (آبگوشت در غوری دوباره ترمیم شده چینی) پیشکش می‌شد.

چهل‌ستون کابل پیش از تخریب اش به دستور فریدریک رابرتس، آرل کندهار (Frederick Roberts, ۱. Earl Roberts) انگلیس فرمانده قشون مذکور برای کابل - قندهار در جنگ دوم افغان انگلیس قصر جهان‌نما هندکی یاد می‌شد. این قصر در آن زمان چهل ستون داشت.

## تاریخچه
عالمگیر دوم برای دختر خود (گوهربیگم یا زهره بیگم) و داماد خود (تیمورشاه درانی) بر فراز تپه‌ای از کوه هندکی ساخت که زمان‌شاه درانی، نواده احمدخان ابدالی (سپس درانی) در آن زندگی می‌کرد. خانم تیمورشاه دخت عالمگیر دوم (۱۷۵۹-۱۸۰۶) از نواده بابرشاه بنیانگذار سلسله گورکانیان هند بود.
این قصر هندوایرانی چهل ستون داشت که با کلاه رستم داستان خیابان (گنبد مشهور ایران زمین) پوشیده بود. به کلاه رستم داستان خیابان عمارت کلاه‌فرنگی ویا کوشک گفته می‌شود.
احمدعلی کهزاد در نبشته خود زیر عنوان بنای قصر چهل ستون به سمت شرقی بالاحصار کابل سال ۱۲۱۰ هجری قمری را می‌نامد که چهل ستون زمانشاهی عمارتی بود بلند و رفیع و مشتعل بر چهار منزل و در یکی از اتاق‌های منزل چهارم سریر پادشاهی گذاشته شده بود، پوشش قصر بشکل گنبد بزرگ صورت گرفته بود چنانچه آن را (کلاه فرنگی) می‌خواند و به (خود رستم دستان) تشبیه می‌کند

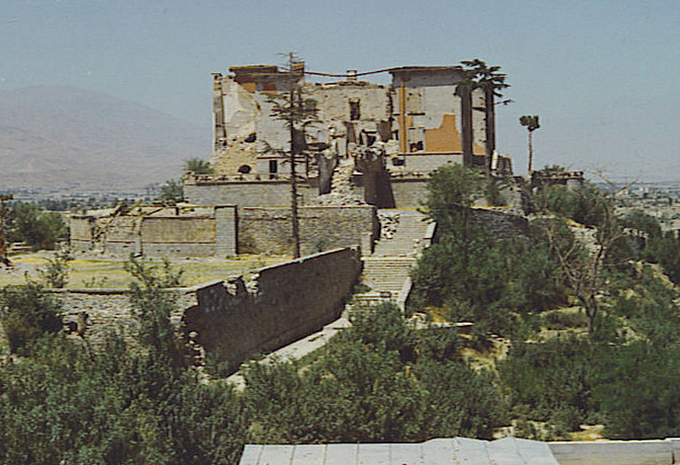
جنگ در اواسط دهه ۱۹۹۰ به کاخ چهل‌ستون آسیب رساند

ملا فیض‌محمد کاتب (۱۸۶۲۔۱۹۳۱میلادی برابر به ۱۲۴۱۔۱۳۱۰ خورشیدی برابر به ۱۲۷۸۔۱۳۴۹ هجری قمری) محمد در کتاب خود سراج التواریخ چندین بار از هر دو قصر جهان نما، قصرجهان نما هندکی (سپس مشهور به قصر چهلستون در کابل) و قصر جهان نما تاجقرغان یا تاشقرغان می‌نویسد.
فریدریک رابرتس که لقب نجبای آرل کندهار و بارونت را گرفت امیر عبدالرحمن‌خان را در ۲۲ جولای ۱۸۸۰ میلادی برابر به ۱۲۵۹ خورشیدی برابر به ۱۲۹۷ هجری قمری به عنوان شاه در کشور هندوکش مقرر کرد.
در سال ۱۳۰۵ هجری قمری که برابر به ۱۲۶۷ خورشیدی و ۱۸۸۸ میلادی می‌شود برای پسر خود بروی آوار قصر چهلستونه جهان نما قصر بدون چهل ستون آباد کرد و نامش را از جهان نما به چهلستون تغیر داد. بخش غربی کوه هندکی به کوه چهلستون مسما شد. عده هم گفتند که چهلستون به نام «هنده کی» هم یاد می‌گردید. حبیب اله خان و سپس ظاهرخان این قصر را توسعه دادند، چهار طبقه ساختند.
لیلیاس انا امیلتون Dr Lillias Anna Hamilton M.D پزشک امیر عبدالرحمن‌خان بود و از هر دو بناها در دامنه کوه هندکی در چاردهی کابل عکسبرداری نموده بود.
نانسی هاتچ دوپری دردانشنامه ایرانیکا پیرامون قصر چهلستون کابل و تغیر نامش از هنده کی، هندکی، اندکی... به چهلستون می‌نویسد.

## ساختمان
این قصر دارای دو باغ داخلی و خارجی می‌باشد. مساحت پارک اش (باغ خارجی) تقریباً به ۳۰ هکتار گفته شده‌است.
این قصر در حال حاضر کاملاً ویران شده و شهرداری کابل قصد از نوسازی آن را دارد.

## تصویرها و ویدئوها
- قصر جهان نما با کلاه فرنگی (کلاه رستم دستان), عکس از ویرنر فون هنتیگ[پیوند مرده]
- قصر جهان نما با کلاه فرنگی (کلاه رستم دستان), عکس از ویرنر فون هنتیگ بایگانی‌شده  در ۱۴ ژوئیه ۲۰۱۴ توسط Wayback Machine
- عکس قصر جهان نما که در جنگ دوم افغان انگلیس ویران شده بود بدون کلاه فرنگی
- عکس قصر چلستون کابل از زمان امیرحبیب اﷲ خان تا ویرانی اش
- ویرانه قصر چلستون کابل
- ویرانه قصر چلستون کابل